# Kazimierz Jesionowski
Kazimierz Jesionowski (ur. 3 lutego 1893 w Łodzi, zm. 23 sierpnia 1919 w Warszawie) – polski kapitan pilot 8 eskadry wywiadowczej.

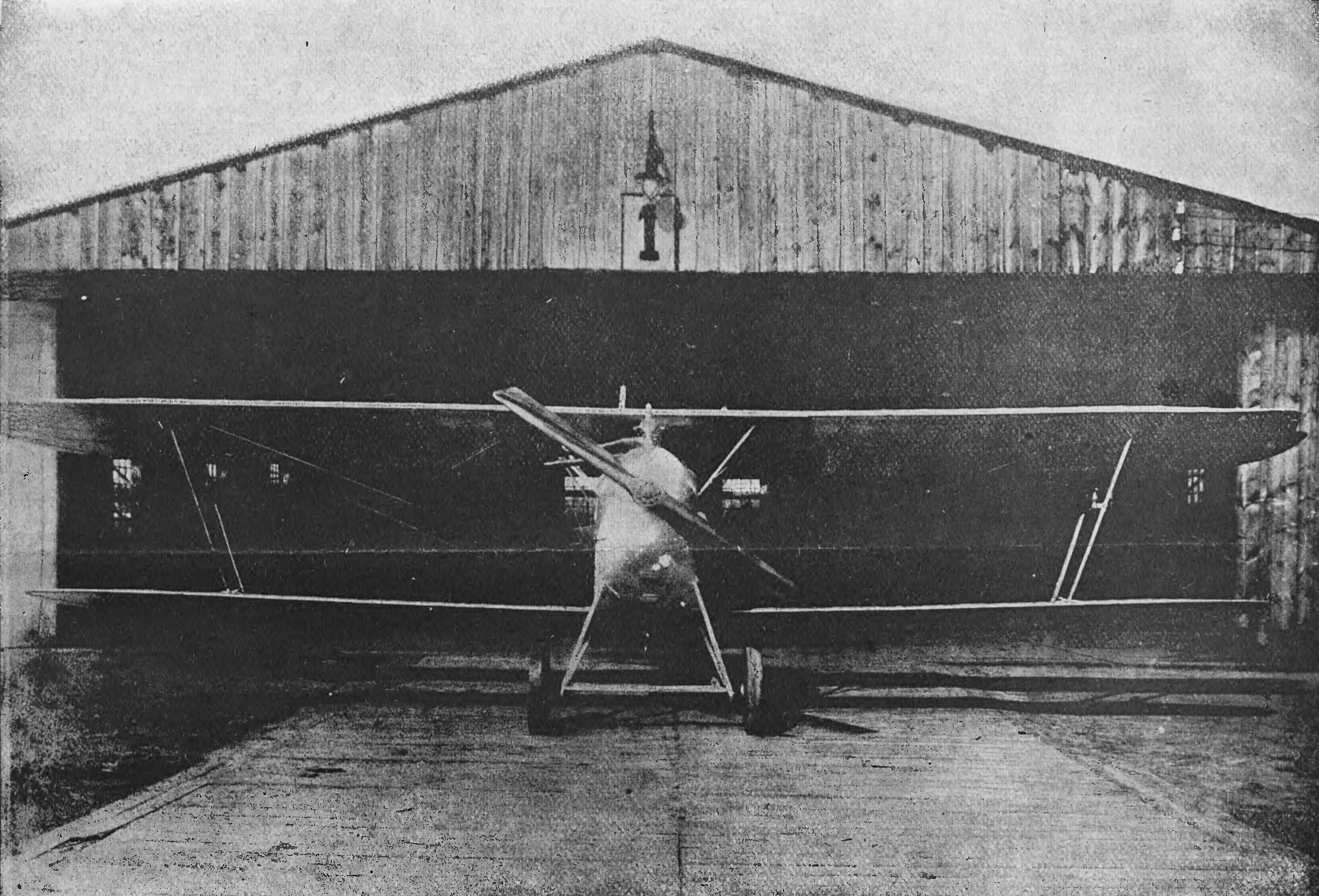
Samolot, na którym rozbił się Kazimierz Jesionowski

## Życiorys
Urodził się w Łodzi, gdzie ukończył Szkołę Zgromadzenia Kupców, zdając w niej maturę. W związku z antyniemieckimi poglądami i jednoczesnym posiadaniem obywatelstwa niemieckiego, zgłosił się jako ochotnik do armii carskiej, celem uniknięcia internowania. Na terenie Rosji ukończył szkolenie w szkole oficerskiej oraz uczestniczył w walkach na froncie. Początkowo był obserwatorem w lotnictwie. Ukończył szkołę pilotów na Krymie. Dołączył do I Korpusu Polskiego pod dowództwem gen. Józefa Dowbor-Muśnickiego.
W kwietniu 1919 jako pilot 8 eskadry wywiadowczej uczestniczył w bombardowaniu statków Armii Czerwonej na rzece Pina. Uczestniczył także w misji specjalnej w Pskowie, podczas której został uwięziony przez Niemców w obozie jenieckim. Do polski przedostał się w trakcie rewolucji listopadowej w Niemczech. W Polsce zgłosił się na ochotnika do lotnictwa. Uczestniczył w wojnie polsko-bolszewickiej. W związku z jego wysokimi kwalifikacjami, został wycofany z frontu i został pilotem oblatywaczem do oblatywania samolotów kierowanych na front.
Zginął wraz z por. inż. Karolem Słowikiem, 23 sierpnia 1919 na lotnisku mokotowskim w trakcie lotu pokazowego przed Naczelnikiem Państwa marszałkiem Józefem Piłsudskim na samolocie konstrukcji Karola Słowika – CWL Słowik, wykonanego w oparciu o pozostawione przez niemieckie wojska wraki samolotów. Samolot podczas lotu utracił skrzydła na wysokości około 500 m, co było spowodowane słabą jakością użytych materiałów.
Jesionowski został pośmiertnie awansowany do stopnia kapitana.
Za zasługi na froncie został odznaczony Polową Odznaką Pilota.

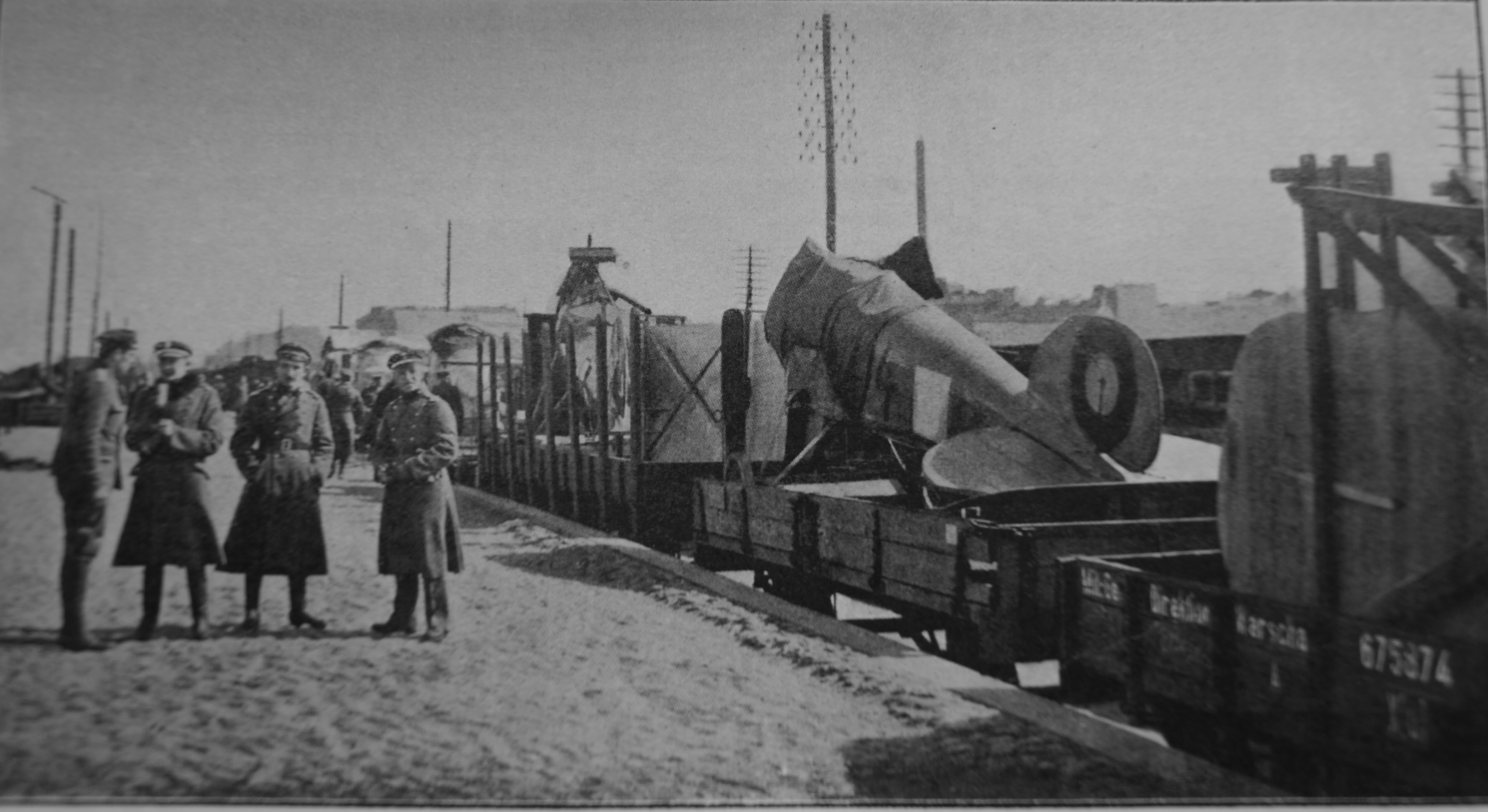
Odjazd 8-ej eskadry wywiadowczej na front w kwietniu 1919 (ppor. Zygmunt Herget, por. Stanisław Gołębiowski, ppor. Kazimierz Jesionowski)